# Бакборд, Наваджо
Наваджо Марселино Бакборд (нидерл. Navajo Marcelino Bakboord; род. 29 января 1999 года, Амстердам, Нидерланды) — нидерландский и суринамский футболист, защитник ирландского клуба «Уотерфорд» и сборной Суринама.

## Клубная карьера
Бакборд — воспитанник столичного клуба «Аякс». В июне 2015 года подписал с клубом трёхлетний контракт. 1 декабря 2017 года в матче против МВВ Маастрихт он дебютировал в Эрстедивизи в составе дублирующего состава. В январе 2018 года получил тяжёлую травму — у игрока был диагностирован разрыв задней крестообразной связки коленного сустава. В апреле того же года он продлил контракт с «Аяксом».
Летом 2019 года Бакборд в поисках игровой практики перешёл в «Хераклес». 4 августа в матче против «Херенвена» он дебютировал в Эредивизи. В ноябре 2019 года выбыл на долгий срок из-за травмы, получив разрыв передней крестообразной связки колена во время матча за сборную Нидерландов до 20 лет.
В январе 2025 года перешёл в ирландский клуб «Уотерфорд». 15 февраля дебютировал в чемпионате Ирландии в гостевом матче против «Слайго Роверс».

## Международная карьера
В 2016 году Бакборд принял участие в юношеском чемпионате Европы в Азербайджане. На турнире он сыграл в матчах против сборных Италии, Сербии, Швеции и Португалии.
В 2016 года Бакборд в составе юношеской сборной Нидерландов принял участие в юношеском чемпионате Европы в Германии. На турнире он сыграл в матчах против Германии, Англии, Болгарии и Португалии.

## Достижения
«Хераклес»
- Победитель Первого дивизиона Нидерландов: 2022/23[нидерл.]

## Статистика выступлений
По состоянию на 16 мая 2025
| Клуб             | Сезон            | Лига | Лига | Кубок | Кубок | Прочие | Прочие | Итого | Итого |
| Клуб             | Сезон            | Игры | Голы | Игры  | Голы  | Игры   | Голы   | Игры  | Голы  |
| ---------------- | ---------------- | ---- | ---- | ----- | ----- | ------ | ------ | ----- | ----- |
| Йонг Аякс        | 2017/18          | 3    | 0    | —     | —     | —      | —      | 3     | 0     |
| Йонг Аякс        | 2018/19          | 21   | 0    | —     | —     | —      | —      | 21    | 0     |
| Йонг Аякс        | Итого            | 24   | 0    | —     | —     | —      | —      | 24    | 0     |
| Хераклес         | 2019/20          | 10   | 0    | 0     | 0     | —      | —      | 10    | 0     |
| Хераклес         | 2021/22          | 9    | 0    | 1     | 0     | 2      | 0      | 12    | 0     |
| Хераклес         | 2022/23          | 20   | 0    | 1     | 0     | —      | —      | 21    | 0     |
| Хераклес         | 2023/24          | 22   | 0    | 0     | 0     | —      | —      | 22    | 0     |
| Хераклес         | Итого            | 61   | 0    | 2     | 0     | 2      | 0      | 65    | 0     |
| Уотерфорд        | 2025             | 11   | 0    | 0     | 0     | —      | —      | 11    | 0     |
| Уотерфорд        | Итого            | 11   | 0    | 0     | 0     | —      | —      | 11    | 0     |
| Всего за карьеру | Всего за карьеру | 96   | 0    | 2     | 0     | 2      | 0      | 100   | 0     |